# 윤경완
윤경완(尹景完, 1860년 ~ 1885년 12월 23일)은 조선 후기의 상인, 무신으로 갑신정변의 행동대원이었다. 한성부 출신으로 소년 시절부터 무청 장사를 하다가 박영효, 서재필 등에 의해 발탁되어 1883년 국비장학생으로 선발, 일본에 유학하게 되었다.
1884년(고종 21년) 8월 일본 도야마하사관학교를 유학하고 서재필 등과 함께 귀국, 병조의 조련국 교관 겸 전영 소대장에 임명되었다. 그해 12월 갑신정변 거사에 참여하였으나 실패하고 피신, 체포되었다가 1885년 12월 23일 참수당했다. 다른 이름은 윤계완(尹啓完)이다. 함께 갑신정변 거사에 가담한 윤경순은 그의 형이다. 한성부 출신.

## 생애
1860년(철종 11년) 한성부 동부(東部) 동문밖 홍수동(紅樹洞)에서 윤흥진(尹興鎭)의 손자이며, 윤광운(尹光運)과 한치복(韓致福)의 딸 한 조이(韓召史)의 아들로 태어났다. 생일은 미상이다. 10년 연상이었던 그의 누나 윤조이는 부평군 서면에 사는 박사경(朴士京)에게 출가하였고, 이름이 알려진 형제로는 함께 갑신정변에 행동대원으로 참여한 5년 연상의 형 윤경순이 있었다.
1884년(고종 21) 7월 병조에 조련국이 창설되자, 훈련교관의 한 사람이 되었고, 조련국 전영(前營)의 소대장을 겸하였다.
당초 갑신정변 계획에는 나이가 어려 참여하지 않다가 형 윤경순으로 인해 참여하게 되었다. 갑신정변 직전 거사에 참여하여, 12월 5일 조련국 사관장 서재필, 조련국 소속 병사 이응호(李應浩), 민창수(閔昌洙), 전흥룡(全興龍), 김창기(金昌基), 최성욱(崔聖郁), 이점돌(李點乭) 등 부하 50명과 이규완, 형 윤경순과 함께 갑신정변 때 행동대원으로 가담하여 군사를 지휘, 고종 내외를 창덕궁에서 경우궁으로 이어(移御)하는 일과 경우궁의 수비책임을 맡았다.
그러나 갑신정변의 실패 후 패주하였으나 곧 체포되었다. 1885년 의금부에 투옥되었다가 그해 12월 23일 추국청에서 참형당하였다.
최종 판결 당시 함께 정변에 가담한 동생 윤계완은 함께 처형당했다. 누나 윤 조이(尹召史)는 이미 시집간지 오래되어 출가외인이라 하여 목숨을 건졌고, 어머니 한 조이(韓召史)는 1886년 초에 사망했다. 그때까지 살아있던 아버지 윤광운은 계속 연좌제로 다스려야 한다는 사헌부, 의금부의 거듭된 탄핵으로 1886년 5월 22일 참수형을 당했다. 연좌제는 할아버지 윤흥진과 외할아버지 한치복에게까지 적용되었으나 이들은 이미 사망하였으므로 부관참시를 당했다.

## 가족 관계
- 할아버지 : 윤흥진(尹興鎭)
- 아버지 : 윤광운(尹光運, 1817년 ~ 1886년 5월 22일)
- 어머니 : 한조이(韓召史, ? ~ 1886년)
  - 누이 : 윤 조이(尹召史, 1850년 ~ ?)
  - 매부 : 박사경(朴士京)
  - 형 : 윤경순(尹景純, 1855년 ~ 1885년 12월 23일)
  - 형수 : 이름 미상, 연좌제로 노비가 되었다.
- 부인 : 이름 미상, 연좌제로 노비가 되었다.
- 외할아버지 : 한치복(韓致福)

## 같이 보기
| - 갑신정변 - 개화파 - 김옥균 - 박영효 - 서재필 - 서재창 - 서광범 - 박정양 - 유길준 - 윤웅렬 - 홍영식 - 윤치호 - 이상재 - 이규완 | - 개화파 - 신사유람단 - 김홍집 - 김윤식 - 박영교 - 박원양 - 안경수 - 안국선 - 이승만 - 이동녕 - 김규식 - 윤경순 - 하응선 - 홍순목 | - 수구파 - 고영근 - 민영목 - 민영익 - 민태호 - 이두황 - 조영하 - 윤태준 - 정병하 |

## 참고 자료
- 아세아문화사 편집부, 《갑신정변 관련자 심문 진술 기록:추안급국안 중》 (박은숙 역, 아세아문화사, 2009)
- 송건호, 《송건호 전집 13:서재필과 이승만》 (한길사, 2002)
- 이광린, 《개화당 연구》 (일조각, 1973)

1. ↑  《승정원일기》에는 윤계완으로 되어 있고, 《갑신일록(甲申日錄)》과 《서재필박사자서전》에는 윤경완으로 되어 있다.
2. ↑  이이화, 《한국사 이야기 18:민중의 함성 동학농민전쟁》 (한길사, 2003) 127페이지